# 全国かしまサミット
全国かしまサミット（ぜんこくかしまさみっと）とは、日本全国の「かしま」と名のつく市町村が集って交流するサミット。
1994年発足、福島県鹿島町で第1回サミットを開催。
1997年5月2日には「災害時における全国かしま連絡協議会相互応援協定」を締結。

## 加入市町村
- 茨城県鹿嶋市
- 佐賀県鹿島市
- 島根県八束郡鹿島町（2005年3月、合併により松江市となる）
- 福島県相馬郡鹿島町（2006年1月、合併により南相馬市となる）
- 石川県鹿島郡鹿島町（2005年3月、合併により中能登町となる）
- 鹿児島県薩摩郡鹿島村（2004年10月、合併により薩摩川内市となる）